# Diccionario histórico de los más ilustres profesores de las Bellas Artes en España
El Diccionario histórico de los más ilustres profesores de las Bellas Artes en España es un diccionario biográfico de Juan Agustín Ceán Bermúdez, publicado en seis tomos en 1800.

## Descripción

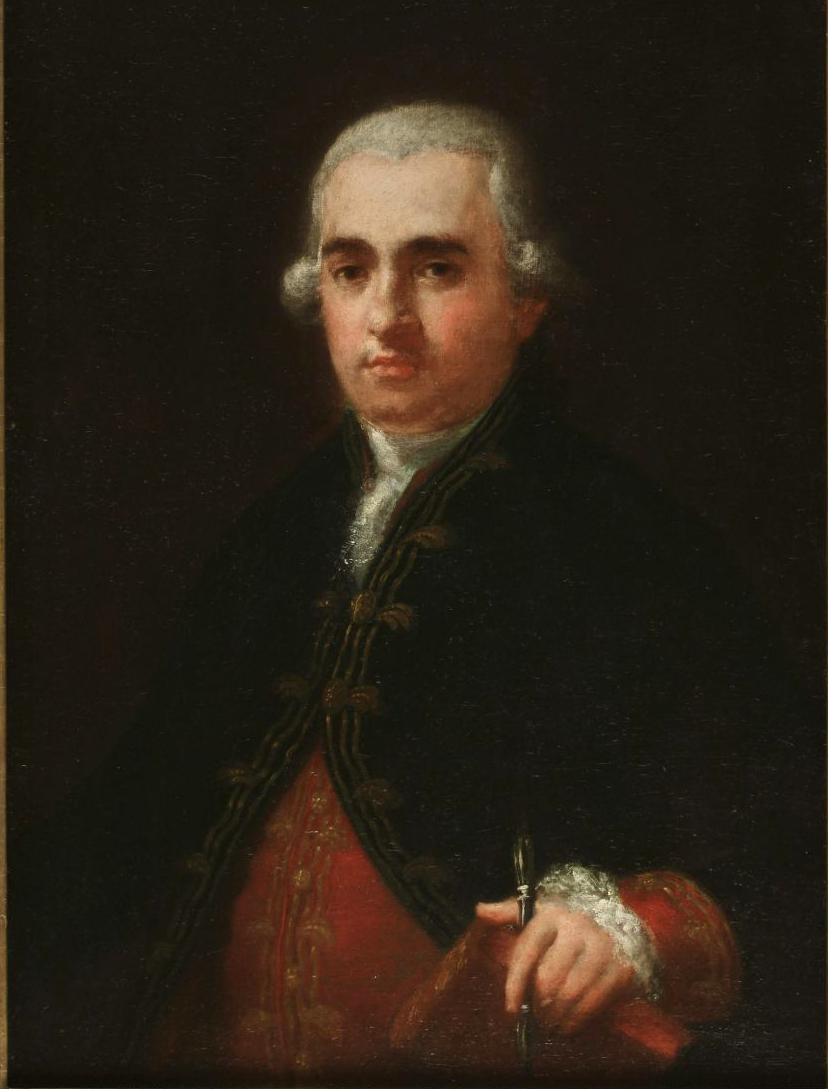
El gijonés Juan Agustín Ceán Bermúdez (1749-1829), autor de la obra

La obra, que Ceán Bermúdez compuso con la financiación de la Real Academia de Bellas Artes de San Fernando, recopila extractos biográficos de toda clase de artistas de España, incluidos, entre otros, pintores, escultores, plateros y grabadores.  Se publicó en seis tomos en la imprenta de la viuda de Ibarra. Se reparten las entradas de la siguiente forma: de «Abarca» a «Cuquet» en el primero; de «Dancart ó Danchart» a «Juni» en el segundo; de «Labaña» a «Ovas» en el tercero; de «Pablo» a «Suárez de Orozco» en el cuarto; de «Talavera» a «Vozmediano» en el quinto, y de «Xamete» a «Zurbarán» en el sexto y último.
Ceán Bermúdez fija en Antonio Palomino un precursor en la crónica artística, aunque le achaca «escasez é imperfeccion» en la parte biográfica. Se queja, con las palabras que siguen, de la escasez de reseñas biográficas de artistas españoles:

«Aficionado desde mi primera juventud á las artes del dibuxo, y acostumbrado á tratar freqüentemente con sus profesores, sentí desde muy temprano el mas vivo deseo de promover entre nosotros su exercicio y aprecio; y bien ceirto de que nada contribuiria tanto á este fin como el honor dado á los artistas distinguidos, concebí, mas habrá de veinte años, el designio de recoger y publicar estas memorias. Quando dixo Ciceron que el honor era el alimento de las artes, pronunció una de aquellas sentencias que por su verdad y buen sentido están destinadas á pasar en proverbio entre las naciones cultas. Mas yo veía que esta máxîma, aunque repetida á cada paso en España, como en otras partes, era mas bien creida que observada. Veía que la aficion á las bellas artes, y la estimacion de sus obras, estaba reducida á tal qual persona de buen gusto que tenia la fortuna de sentir sus bellezas; y que si alguna se distinguia en el empeño de recompensar dignamente, y de honrar y acariciar á los artistas, era señalada con el dedo, como si esto fuese una extravagancia. Veía finalmente, que miéntras el menor grado de excelencia en literatura y en otras profesiones ménos distinguidas se ensalzaba y recomendaba con afectacion, multiplicándose cada dia á este fin las bibliotecas y las biografias, el genio de los artistas tenia que contentarse con la privada aprobacion de sus pocos apasionados, y apénas podia esperar alguna gloria del jucio incierto y tardío de la posterior»
Ceán Bermúdez, en el prólogo

El diccionario ha sido tildado de «trabajo sin precedentes en la historiografía del arte en España» y la crítica de la época lo recibió con buenos ojos. Otros autores, como Manuel Ossorio y Bernard, autor de la Galería biográfica de artistas españoles del siglo XIX, lo citan como importante fuente de inspiración. La Biblioteca Nacional de España guarda una versión primitiva manuscrita de la obra.
La obra sirvió de guía para el expolio artístico acometido por las tropas de Napoleón durante la guerra de la Independencia.